# Bugatti Tourbillon
Der Bugatti Tourbillon ist ein Supersportwagen des französischen Automobilherstellers Bugatti Automobiles SAS.

## Geschichte
Das letzte Modell des Bugatti Chiron wurde am 30. Mai 2024 gezeigt; die Präsentation seines Nachfolgemodells erfolgte am 20. Juni 2024. Die Auslieferungen des auf 250 Exemplare limitierten Fahrzeugs sollen ab 2026 erfolgen. Gefertigt werden pro Jahr rund 80 Stück des Tourbillons in Handarbeit in Molsheim im Elsass. Der Preis des Supersportwagens liegt ohne Steuern bei 3,8 Millionen Euro. Alle 250 Einheiten sollen bereits verkauft sein. Ob und welche Sondermodelle noch folgen werden, wurde bisher nicht vermeldet. Die Modellbezeichnung soll an das Tourbillon aus dem Uhrenbereich erinnern.

## Fahrzeugcharakteristik
Der Tourbillon hat einen von Cosworth gebauten V-Motor mit 16 Zylindern und 8,3 l Hubraum, der 735 kW (1000 PS) leistet. Er sitzt vor der Hinterachse und treibt die Hinterräder an. Er hat zwei Zylinderreihen mit 90° Bankwinkel, ist also kein Doppel-V-Motor (mit in jeder Zylinderbank leicht versetzten Zylindern) wie der des Vorgängers Chiron. Dadurch ist der Motorblock erheblich länger. Die Kurbelwelle misst ca. einen Meter. Das Verdichtungsverhältnis des nicht aufgeladenen Ottomotors beträgt 14,5:1, die maximale Drehzahl 9000/min und das maximale Drehmoment 900 Nm. Unterstützt wird er von drei Elektromotoren mit jeweils 250 kW (340 PS), zwei an der Vorder- und einer an der Hinterachse, wodurch ein Hybridsystem mit Allradantrieb entsteht, dessen Systemleistung bei 1324 kW (1800 PS) liegt. Trotz Hybridantrieb und einer 25 kWh großen Hochvoltbatterie ist der Tourbillon auf einem ähnlichen Gewichtsniveau wie sein Vorgänger bei knapp unter zwei Tonnen. Die rein elektrische Reichweite gibt Bugatti mit 60 km an. Von 0 auf 100 km/h beschleunigt der Tourbillon in zwei Sekunden, auf 200 km/h in unter fünf Sekunden und auf 400 km/h in unter 25 Sekunden. Die Höchstgeschwindigkeit beträgt elektronisch abgeregelte 445 km/h. Neben einem ausfahrbaren Heckflügel soll ein sehr langer sowie früh beginnender Diffusor für Abtrieb sorgen. Der sonst übliche Stoßfänger wurde in diese patentierte Einheit integriert.
Weitere Designmerkmale sind die Schmetterlingstüren, der „Rückgrat“ oder „Dorsale“ genannte Streifen, der sich als Hommage an den Type 57 SC Atlantic über das gesamte Fahrzeug zieht, die feststehende Lenkradnabe mit einer Instrumenteneinheit, die an die Mechanik einer Automatikuhr erinnert und der Verzicht auf Displays im Innenraum. Dadurch soll eine zeitlose Ästhetik erreicht werden. Ebenfalls entfallen ist die Mechanik zur Längsverstellung der Sitze, wodurch zusätzlich 33 mm an Höhe gewonnen werden konnten. Stattdessen lässt sich die Pedalerie verstellen.
Wer seinen Tourbillon als Équipe Pur Sang bestellt, erhält ihn unter anderem mit acht Auspuffendrohren – die etwas an Tuningautos der 80er-Jahre erinnern – anstatt der dezenten vierflutigen Standardendrohre.

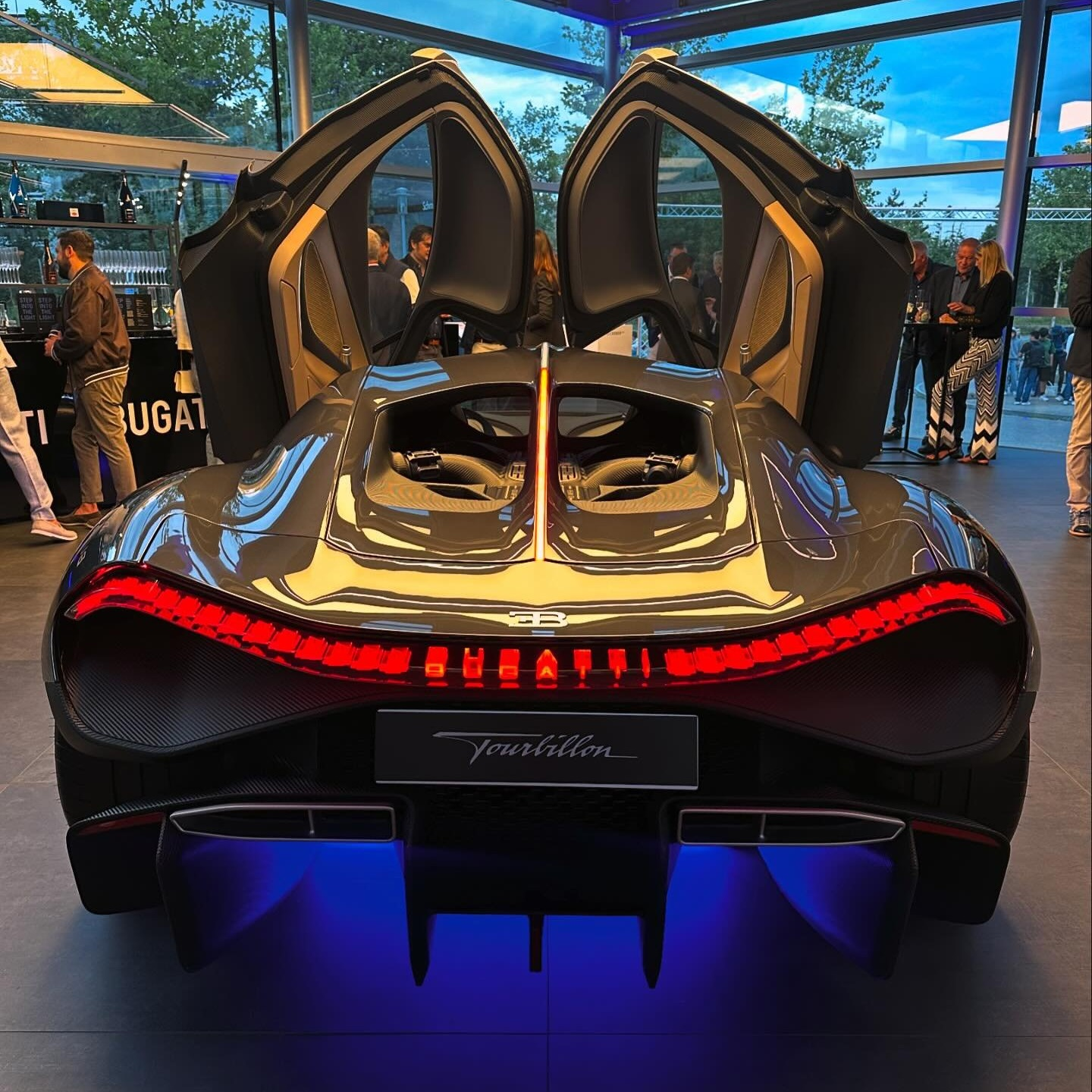
Heckansicht
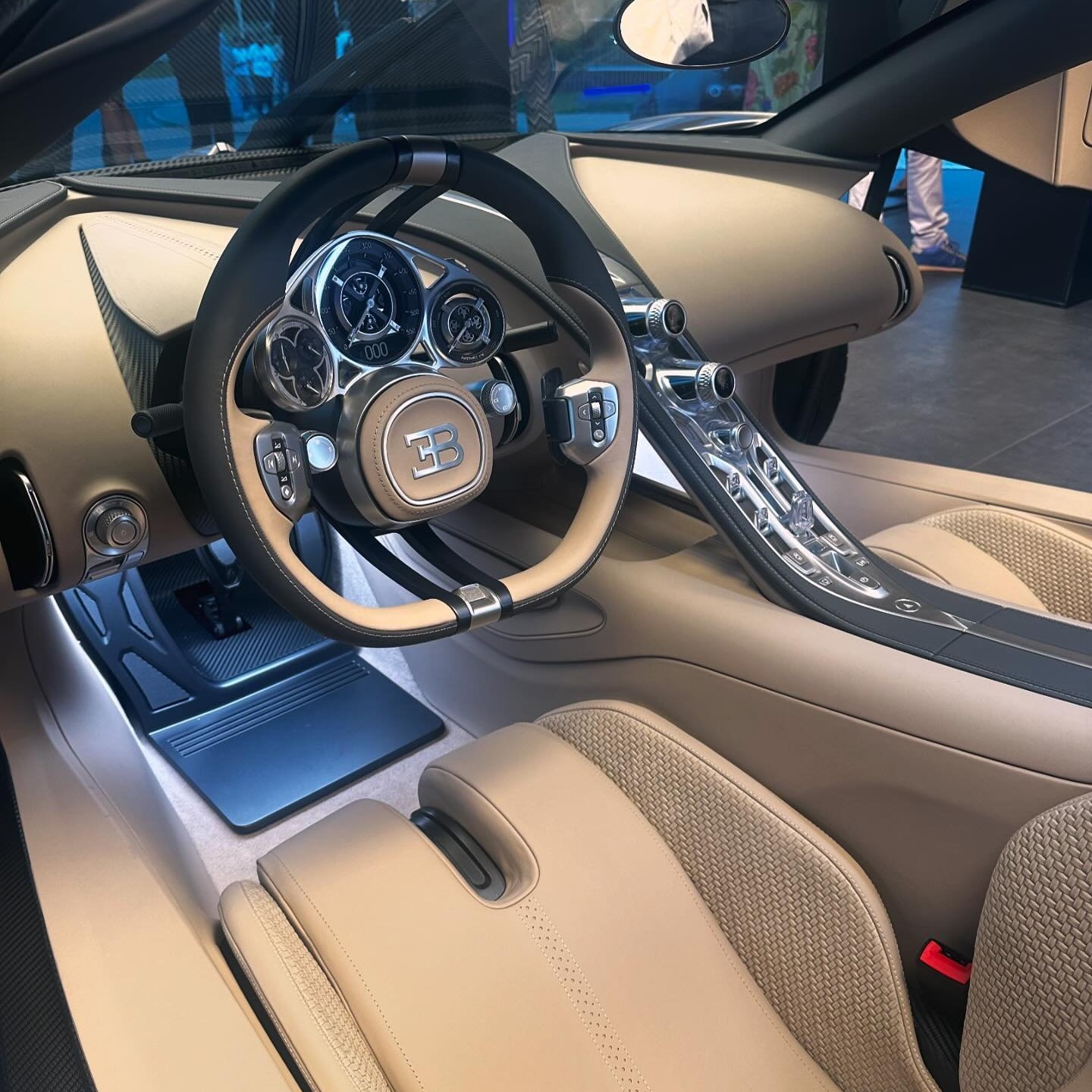
Innenansicht